# Diocesi di Salpi
La diocesi di Salpi (in latino Dioecesis Salapina) è una sede soppressa e sede titolare della Chiesa cattolica.

## Storia
Antica è la presenza cristiana di Salpi, benché incerta e discussa è l'origine della diocesi. Secondo Ughelli il primo vescovo di Salpi è Pardo, che prese parte al concilio di Arles del 314. Tuttavia, fin dal Seicento questo vescovo era stato attribuito dal gesuita francese Jacques Sirmond (1559-1651) alla diocesi di Arpi, attribuzione che è stata fatta propria da molti autori successivi. Negli ultimi decenni Giorgio Otranto ha ripreso l'ipotesi che già Ughelli aveva adottato, riconoscendo che Pardo fu vescovi di Salpi e che una diocesi di Arpi non è mai esistita.
Di certo erano vescovi di Salpi Palladio, che prese parte al concilio romano indetto da papa Ilario nel 465, e Proficuo, ecclesiae salpinae sacerdos, menzionato in una lettera di papa Gelasio I (492-496) a causa di un conflitto che aveva visto opposti il vescovo salpense e il laico Brumario, autore di un omicidio. La diocesi non è più menzionata nel cospicuo epistolario di Gregorio Magno tra la fine del VI e l'inizio del VII secolo; molto probabilmente non sopravvisse alle distruzioni dei Goti di Totila, alle guerre tra Goti e Bizantini del VI secolo, e non ultimo all'occupazione dei Longobardi.
La diocesi ricompare nei documenti pontifici dell'XI secolo. Una bolla di papa Giovanni XIX del 1025 all'arcivescovo di Bari contiene un elenco di sedici località, tra cui anche Salpi; tra queste, il metropolita barese poteva sceglierne dodici che sarebbero diventate le sue diocesi suffraganee. Questa bolla è tuttavia ritenuta da alcuni autori un falso, poiché conterrebbe interpolazioni provenienti da identiche bolle pontificie successive del 1063 e del 1089.
I primi vescovi medievali attribuiti a Salpi sono Rainaldo e Guglielmo, che presero parte alla consacrazione di due edifici religiosi rispettivamente nel 1059 e nel 1101; questi due vescovi tuttavia sarebbero da escludere dalla cronotassi salpense, perché menzionati in documenti di dubbia fede. Il primo vescovo certo è Bertranno, autore di un diploma nel mese di marzo del 1119; secondo la Chronica Cassinensis, un anonimo vescovo di Salpi prese parte alla consacrazione della chiesa abbaziale di Montecassino nel 1071.
La ricostituzione della diocesi di Salpi è legata all'arrivo dei Normanni e al passaggio dell'insediamento da semplice castrum a civitas, documentata a partire dal 1074. La diocesi comprendeva almeno due monasteri benedettini, oggi non più localizzabili, documentati da fonti coeve e dedicati a Santo Stefano e a San Matteo.
Curiosamente, nel 1358, creduto morto il vescovo Nicola, la Santa Sede nominò un successore nella persona del francescano Giovanni de Canali; risolto l'equivoco, l'anno successivo questi fu trasferito alla sede di Chirone.
A causa della decadenza di Salpi e dell'insalubrità del territorio ove sorgeva, nel XV secolo papa Martino V unì aeque principaliter la diocesi di Salpi all'arcidiocesi di Trani, con la clausola che il vescovo che sopravviveva sarebbe diventato il vescovo di entrambe le sedi: morì per primo Nicola Antonio di Salpi. Tuttavia si trova ancora un vescovo di Salpi, Matteo, che presenziò al concilio di Firenze nel 1439, fino a che l'unione delle sedi non ebbe effetto.
Nel 1523 la sede di Salpi fu separata da Trani e riebbe per un certo periodo alcuni vescovi, ma nel 1547 venne definitivamente soppressa ed il suo territorio fu incorporato in quello dell'arcidiocesi di Trani, i cui arcivescovi portarono il titolo di Salpi fino al 1939. La diocesi si estendeva sul territorio degli odierni comuni di Margherita di Savoia e di Trinitapoli.
Dal 1968 Salpi è annoverata tra le sedi vescovili titolari della Chiesa cattolica; dal 14 giugno 2013 il vescovo titolare è Paolo Selvadagi, già vescovo ausiliare di Roma.

## Cronotassi

### Vescovi
- Pardo ? † (menzionato nel 314)[10]
- Palladio † (menzionato nel 465)[10]
- Proficuo † (menzionato nel 492/496)[10]
- Rainaldo ? † (menzionato nel 1059)[11]
- Anonimo (menzionato nel 1071)[12]
- Guglielmo ? † (menzionato nel 1101)[11]
- Bertranno † (menzionato nel 1119)[13]
- Stefano ? † (menzionato nel 1150)[14]
- Maroldo † (menzionato nel 1158)[13]
- Paolo † (prima del 1174 - dopo il 1179)[15]
- Anonimo † (menzionato nel 1186/1187)[15]
- Anonimo † (menzionato nel 1199)[15]
- Anonimo † (menzionato nel 1206)[15]
- Pagano † (documentato dal 1207 al 1226)[15][16]
- Anonimo † (menzionato nel 1232)[15]
- Pietro I, O.Cist. † (prima del 1236 - dopo il 1237[17])[15][18]
- Pietro II † (prima di marzo 1240 - dopo il 1243)[15]
- Anonimo † (prima del 1269 - dopo marzo 1271)[15]
- Pasquale † (prima di ottobre 1271 - dopo il 1280)[15]
- Spinabello † (prima del 1284 - dopo il 1295)[15]
- Stefano † (circa 1300 - 9 giugno 1302  nominato vescovo di Lucera)
- Aimardo † (9 giugno 1302 - ? deceduto)
- Galgano † (12 giugno 1317 - 1346 deceduto)
- Donato di Corato, O.F.M. † (26 giugno 1346 - 1350 deceduto)
- Nicola I, O.F.M. † (27 giugno 1351 - dopo il 1358 deceduto)
  - Giovanni de Canali, O.F.M. † (2 luglio 1358 - 21 ottobre 1359 nominato vescovo di Chirone) (vescovo eletto)
- Salvio o Salvolo, O.P. † (20 novembre 1364 - ?)
- Colello †
- Nicola II †
- Angelo † (30 aprile 1389 - ?)
- Antonio Pizzamano, O.P. † (menzionato nel 1395)
- Milillo, O.E.S.A. † (1400 - circa 1412 deceduto)
- Francesco de Nigri, O.F.M. † (2 gennaio 1413 - 12 agosto 1418 nominato vescovo di Andria)
  - Sede vacante (1418-1422)
- Nicola Antonio † (22 aprile 1422 - 1425 ? deceduto)
- Matteo † (menzionato nel 1439)
  - Sede unita all'arcidiocesi di Trani (1425-1523)
- Mario Ispano † (16 marzo 1523 - circa 1530 deceduto)
- Gaspare Flores † (13 novembre 1532 - ?)
- Tommaso Stella, O.P. † (9 maggio 1544 - 22 aprile 1547 nominato vescovo di Lavello)
  - Sede soppressa

### Vescovi titolari
- Guerino Grimaldi † (2 febbraio 1968 - 19 marzo 1971 nominato vescovo di Nola)
- André Charles Collini † (22 dicembre 1972 - 16 novembre 1978 nominato arcivescovo di Tolosa)
- Manuel Eguiguren Galarraga, O.F.M. † (30 novembre 1981 - 15 luglio 2012 deceduto)
- Paolo Selvadagi, dal 14 giugno 2013